# فرودگاه نایواشا
فرودگاه نایواشا (به انگلیسی: Naivasha Airport) یک فرودگاه همگانی، غیرنظامی است که یک باند فرود آسفالت دارد و طول باند آن ۱۱۰۲ متر است. این فرودگاه در شهر نایواشا، کنیا کشور کنیا قرار دارد و در ارتفاع ۱۹۳۶ متری از سطح دریا واقع شده‌است.

## شرکت‌های هواپیمایی و مقصدهای پروازی
| شرکت‌های هواپیمایی | مقصدهای پروازی     |
| ----------------- | ------------------ |
| Safarlink         | مارا سرینا، ویلسون |